# 1961年西德聯邦議院選舉

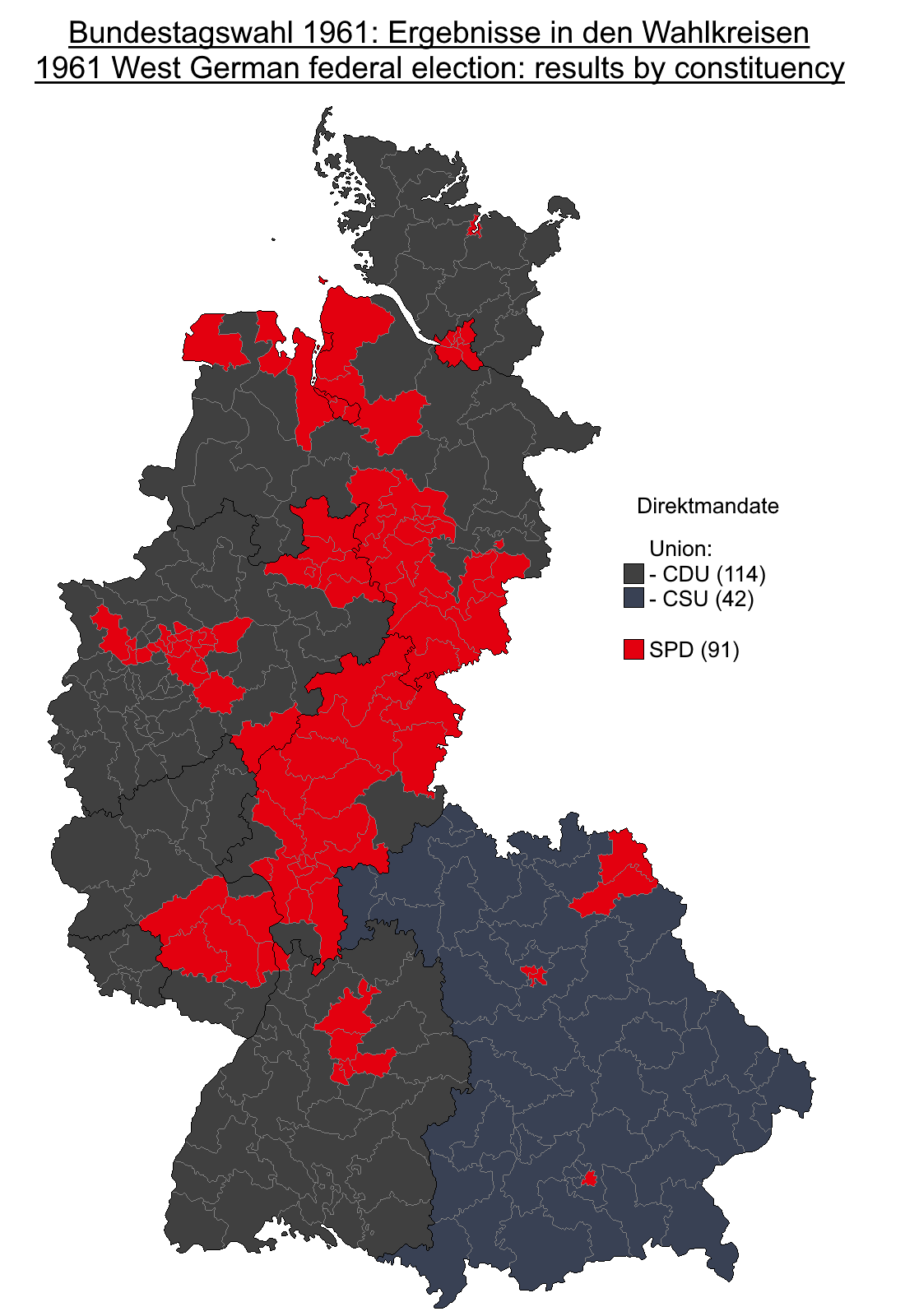
選舉結果

1961年西德聯邦議院選舉在1961年9月17日進行，選出第4屆西德聯邦議會。基民盟/基社盟維持了其最大黨團的地位，但獲得議席數有所減少，在521個議席中獲得203個議席。